# 미나미 유타
미나미 유타(일본어: 南 雄太, 1979년 9월 30일 ~ )는 일본의 축구 선수이다.

## 구단 경력
그는 1998년 J1리그의 가시와 레이솔에 입단했다. 2009년까지 291경기에 출전. 2010년 J2리그의 로아소 구마모토로 이적했다. 2014년 요코하마 FC로 이적했다. 2021년부터 2023년까지 오미야 아르디자에서 뛰었다. 2023년후 현역 은퇴.

## 국가대표팀 경력
그는 1997년 FIFA 세계 청소년 축구 선수권 대회에 참가할 일본 U-20 국가대표팀에 발탁되었으며, 4경기에 출전했다. 1998년 아시안 게임에도 출전했다. 1999년 FIFA 세계 청소년 축구 선수권 대회에도 7경기에 출전, 준우승에 기여했다.